# (7368) Haldancohn
(7368) Haldancohn (1966 BB) – planetoida z pasa głównego asteroid okrążająca Słońce w ciągu 3,37 lat w średniej odległości 2,25 j.a. Odkryta 20 stycznia 1966 roku.